# 君の居場所 (Have a Good Time Here)
「君の居場所 (Have a Good Time Here)」（きみのいばしょ ハヴ・ア・グッド・タイム・ヒア）は竹内まりやの45枚目のシングル。2023年12月20日にリリースされた。発売元はワーナーミュージック・ジャパン。

## 制作・背景
オリジナルのシングルとしては2019年10月に発売された「旅のつづき」以来、約4年ぶりのリリースとなる。
表題曲「君の居場所 (Have a Good Time Here)」は、Netflixとポケモンが共同で制作し同年12月28日にNetflixで配信が開始されたアニメーション「ポケモンコンシェルジュ」のテーマソングとして書き下ろされた。この曲のミュージック・ビデオは、山下達郎のシングル「RECIPE」のビデオを制作したスタッフが再び集結し、3カ月をかけて仕上げている。初めて3DCGと実写の合成によって制作されたもので、漫画家ヤマザキマリが描き下ろしたキャラクター "まりやちゃん" が、東京都内の現実世界からリゾートアイランドへとキュートなダンスとともに駆けめぐるといった演出がなされている。映像の中では竹内の過去作品やグッズや、ポケモンの人気キャラクターであるピカチュウやコダックも登場する。なお、撮影は東京や沖縄で行われた。
「Brighten up your day!」は、テレビ朝日系「大下容子ワイド!スクランブル」のメインテーマとして書き下ろされ、同年4月から使用されている楽曲。竹内は当番組をよく観ていると言い、「いつもこの番組で様々な世界情勢を勉強させてもらっている私に、テーマソングを書く機会を与えてくださり本当にありがとうございます。」とした上で、「（番組の進行役の）大下さんから届いたビデオメッセージを参考にしつつ、その笑顔と出演者の方々との和やかなトークの裏側にある前向きな彼女の気持ちをそのまま歌にしたいと思って作りました。」と述べている。
その他のカップリングとして、ケンタッキー・フライド・チキンのCMソング「すてきなホリデイ」に加え、アルバム『Quiet Life』に収録されていた、こちらもクリスマスの定番曲となる洋楽のカバー「The Christmas Song」の2曲を選曲。本作への収録に際し、新たにリマスタリングが施されている。さらには、この4曲のオリジナル・カラオケも収録され、合計8トラックが収録された。

## 収録曲

### CD
| #         | タイトル                                                    | 作詞         | 作曲               | 編曲      | その他の編曲                 | 時間  |
| --------- | ----------------------------------------------------------- | ------------ | ------------------ | --------- | ---------------------------- | ----- |
| 1.        | 「君の居場所 (Have a Good Time Here)」                      | 竹内まりや   | 竹内まりや         | 山下達郎  | Strings & Brass：牧戸太郎    | 3:43  |
| 2.        | 「Brighten up your day!」                                   | 竹内まりや   | 竹内まりや         | 山下達郎  |                              | 4:06  |
| 3.        | 「すてきなホリデイ」(2023 New Remaster)                     | 竹内まりや   | 竹内まりや         |           | Orchestra Arranged：服部克久 | 4:36  |
| 4.        | 「The Christmas Song」(2023 New Remaster)                   | メル・トーメ | ロバート・ウェルズ |           | Orchestra Arranged：服部克久 | 3:48  |
| 5.        | 「君の居場所 (Have a Good Time Here)」(Original Karaoke)    |              |                    |           |                              | 3:43  |
| 6.        | 「Brighten up your day!」(Original Karaoke)                 |              |                    |           |                              | 4:06  |
| 7.        | 「すてきなホリデイ」(2023 New Remaster・Original Karaoke)   |              |                    |           |                              | 4:37  |
| 8.        | 「The Christmas Song」(2023 New Remaster・Original Karaoke) |              |                    |           |                              | 3:43  |
| 合計時間: | 合計時間:                                                   | 合計時間:    | 合計時間:          | 合計時間: | 合計時間:                    | 32:25 |

## 演奏
君の居場所 (Have a Good Time Here)
- Programmed By, Drum Programming, Electric Guitar, Keyboards, Percussion, Backing Vocals – 山下達郎
- Bass Trombone – 山城純子
- Piano, Marimba, Soloist – 難波弘之
- Strings – 今野均
- Synthesizer, Programmed By – 橋本茂昭
- Trombone – 鍵和田道男、高橋朋史
- Trumpet – 具志堅創、二井田ひとみ
- Voice – ピカチュウ、コダック

Brighten up your day!
- Programmed, Drum Programming, Acoustic Guitar, Electric Guitar, Keyboards, Percussion, Backing Vocals – 山下達郎
- Synthesizer, Programmed  – 橋本茂昭

すてきなホリデイ
- Electric Bass – 岡沢章
- Electric Guitar – 千代正行
- Electric Piano – 美野春樹
- Flute – 大澤明子、高桑英世
- Harp – 朝川朋之
- Clarinet – 山根公男
- Horn – 萩原顕彰、藤田乙比古、白谷隆
- Oboe – 庄司知史
- Percussion – 高田みどり、草刈とも子
- Strings, Concertmaster – 篠崎正嗣
- Trombone – 広原正典、松本治
- Trumpet – 横山均、菅坂雅彦
- Tuba – 佐藤潔
- Backing Vocals – 佐々木久美、高尾直樹、三谷泰弘、国分友里恵

The Christmas Song
- Wood Bass – 斎藤誠
- Electric Guitar – 松木恒秀
- Flugelhorn – 横山均、菅坂雅彦
- Flute, Piccolo Flute – 中谷望
- Glockenspiel, Timpani – 金山功
- Horn – 阿部雅人、藤田乙比古
- Oboe – 松本敦史
- Piano – 難波弘之
- Conductor – 服部克久
- Strings, Concertmaster – 篠崎正嗣